# Mari (diosa)

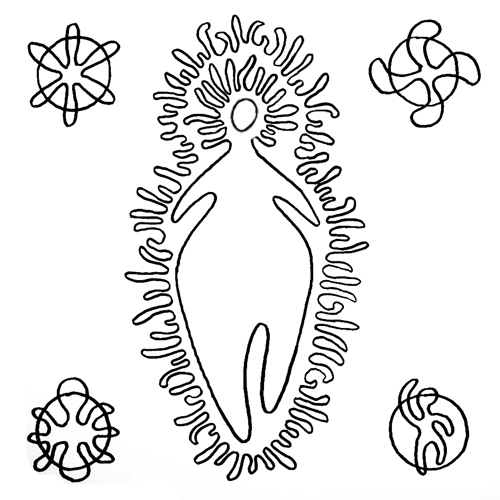
Representación de Mari.

Mari o Maddi es la diosa principal de la mitología vasca precristiana. Es una divinidad de carácter femenino que habita en todas las cumbres de las montañas vascas, recibiendo un nombre por cada montaña (además de ser relacionada y a veces confundida con Amalur). La más importante de sus moradas es la cueva de la cara este del Anboto, a la que se conoce como «Cueva de Mari» («Mariren Koba» o «Mariurrika Kobea»), que atribuye a Mari el nombre de «Mari de Anboto» o «Dama de Anboto» («Anbotoko Dama»).
También existe en la mitología aragonesa bajo el nombre de Mariuena.

## Descripción

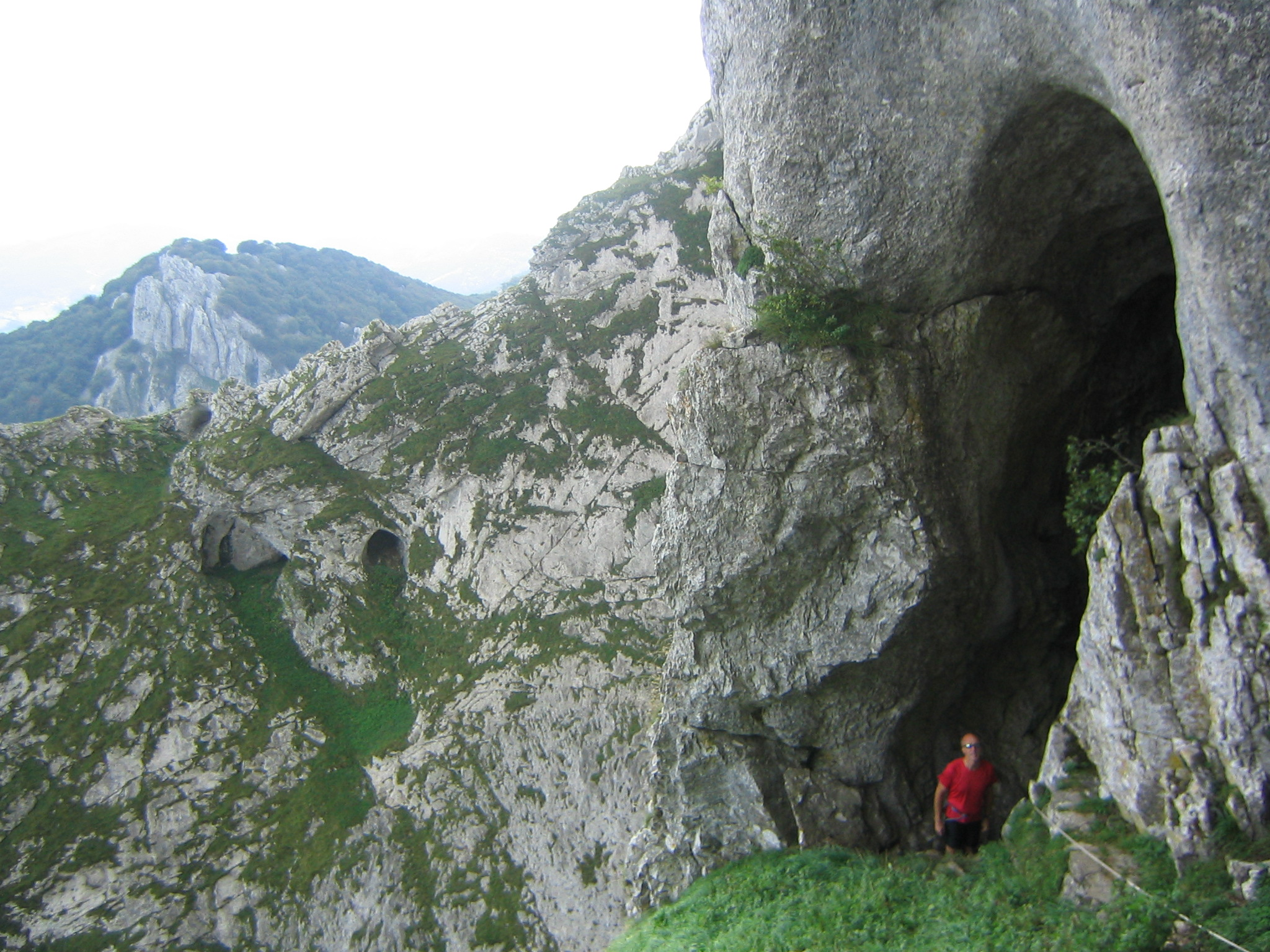
Entrada de Mariurrika Kobea, en Anboto, morada principal de Mari.

Mari, personificación de la madre tierra, es reina de la naturaleza y de todos los elementos que la componen. Generalmente se presenta con cuerpo y rostro de mujer, elegantemente vestida (generalmente de verde), pudiendo aparecer también en forma híbrida de árbol y de mujer con patas de cabra y garras de ave rapaz, o como una mujer de fuego, un arco iris inflamado o un caballo que arrastra las nubes. En su forma de mujer aparece con abundante cabellera rubia que peina, al sol, con un peine de oro.
Su consorte es Maju o Sugaar, sus asistentes las sorginas, y tiene dos hijos: Mikelatz (o Mikelats, el hijo perverso) y Atarrabi (o Atagorri, el hijo bondadoso), que están siempre enfrentados, una representación paleocristiana del bien y del mal (Bat-arra-bi es la versión sugerida por Jorge Oteiza, en El libro blanco del preindoeuropeo, para solucionar el sonema que falta en la etimología que propone).
Habita en cuevas en diferentes montes, aunque su morada principal se sitúa en la cueva ubicada en la impresionante pared vertical este del Amboto, justo bajo la cumbre. En estas cuevas recibe a sus fieles, los cuales deben guardar un estricto protocolo:
- Se le debe tutear (hablándole en hika).
- Hay que salir de la cueva de la misma forma que se entró.
- No hay que sentarse nunca, incluso recibiendo la invitación de hacerlo, mientras se habla con ella.

Mari es la señora de la tierra y los meteoros. Tiene el dominio de las fuerzas del clima y del interior de la tierra. Entre sus misiones está el castigar la mentira, el robo y el orgullo. De ella vienen los bienes de la tierra y el agua de los manantiales.
Con los hombres se comporta de forma tiránica, o todo lo contrario, los llega a enamorar mostrándose como una mujer dócil y trabajadora, pero siempre con fin de impartir justicia por medio de la regla del no: si mientes, negando que posees algo que sí es tuyo, Mari te lo quita. Así, efectivamente, ya no lo tienes, y se produce la justicia. Presagia las tormentas y determina el clima. Además se la conoce por su capacidad para volar. Cuando está en su morada de Amboto, la cumbre está entre nubes; esto es la manifestación de su presencia.
Aunque todas estas leyendas en que se basa la tradición de Mari son posteriores al cristianismo, Mari se asemeja más a Gea, ya que vive en las cuevas, y a todas las diosas de la fertilidad y del amor, por el mismo motivo, y porque proporciona frutos y regalos.
Sin embargo, no todos los investigadores están de acuerdo con esta identificación. Para la antropóloga Anuntzi Arana, Mari tiene más similitudes con los dioses supremos celestes Zeus o Júpiter, ya que, al igual que éstos, gobierna los fenómenos meteorológicos e imparte justicia.

## Leyendas
Mari  se bebe la vida de los hombres y los hace infelices. En la tradición aragonesa, Mari es, sin embargo, un ser benéfico que ayuda a los humanos.

### El clima según en qué morada esté

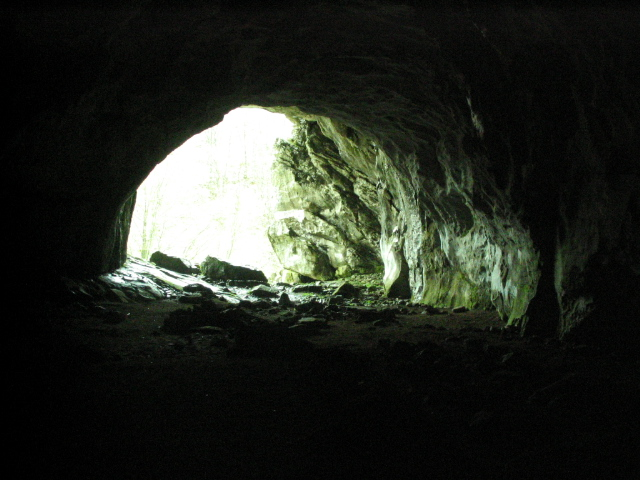
Cueva de Supelegor en el macizo de Itxina, Gorbea (Orozco, Vizcaya).

Aunque su morada principal está en Anboto, las cumbres del Oiz y del Aquetegui (es conocida también como la «Dama de Aquetegui» o «Aketegiko Dama») son también de importancia para ella, junto con otras como el Murumendi o el Txindoki. Dicen que cada siete años cambia de morada, y en ese cambio se le puede ver surcar los cielos en un carro de fuego; dependiendo de la cumbre que habite, así será el tiempo que haga, lluvioso o seco. Otra característica es su larga cabellera rubia y la costumbre de peinarla al sol con un peine de oro a la entrada de su cueva.
Una de las leyendas más importantes es la que nos cuenta por qué Mari habita y es vista en todos los montes vascos. Mari es la encargada de llevar el buen y el mal tiempo de un lado a otro en el País Vasco, y se dice que cuando Mari está en Anboto llueve, cuando está en Aloña hay sequía y cuando está en la cueva de Supelegor (macizo de Itxina en el Gorbea, en Orozco) las cosechas son abundantes.

### La semejanza en la montaña
Su presencia se hace incluso visible para el que observa el efecto del perfil de las montañas, que se asemeja a una dama tumbada: la nariz de la dama (el Alluitz), la boca (el llamado paso del diablo o puente del infierno, Infernuko zubia) y los pies (el Amboto).

### El compromiso con el diablo
Distintas leyendas cuentan el origen de Mari; la más conocida dice que en una familia sin descendencia la mujer deseaba como fuese tener un hijo, a pesar de que a los veinte años se le tuviese que llevar el diablo, y al fin quedó embarazada de una hermosa niña. Días antes de que la muchacha cumpliera los veinte años su madre la encerró en una caja de cristal y la vigiló día y noche, esfuerzo inútil, ya que el mismo día de su cumpleaños el diablo, rompiendo la caja, se la llevó consigo a la cima del Amboto, donde habita desde entonces.
Otra de las leyendas sobre la procedencia de Mari, de la cual existen distintas versiones, cuenta que una madre y una hija vivían juntas. Un día la madre, enfadada, maldijo a la muchacha diciéndole: «Ojalá te lleve el diablo». Al decir esto apareció el mismo diablo y se la llevó, y la dejó vagando por los montes de la zona para siempre.
En otras versiones de esta leyenda la maldición de la madre es distinta: "Ojalá vueles por los aires tantos años como granos tiene una fanega de alubias rojas".

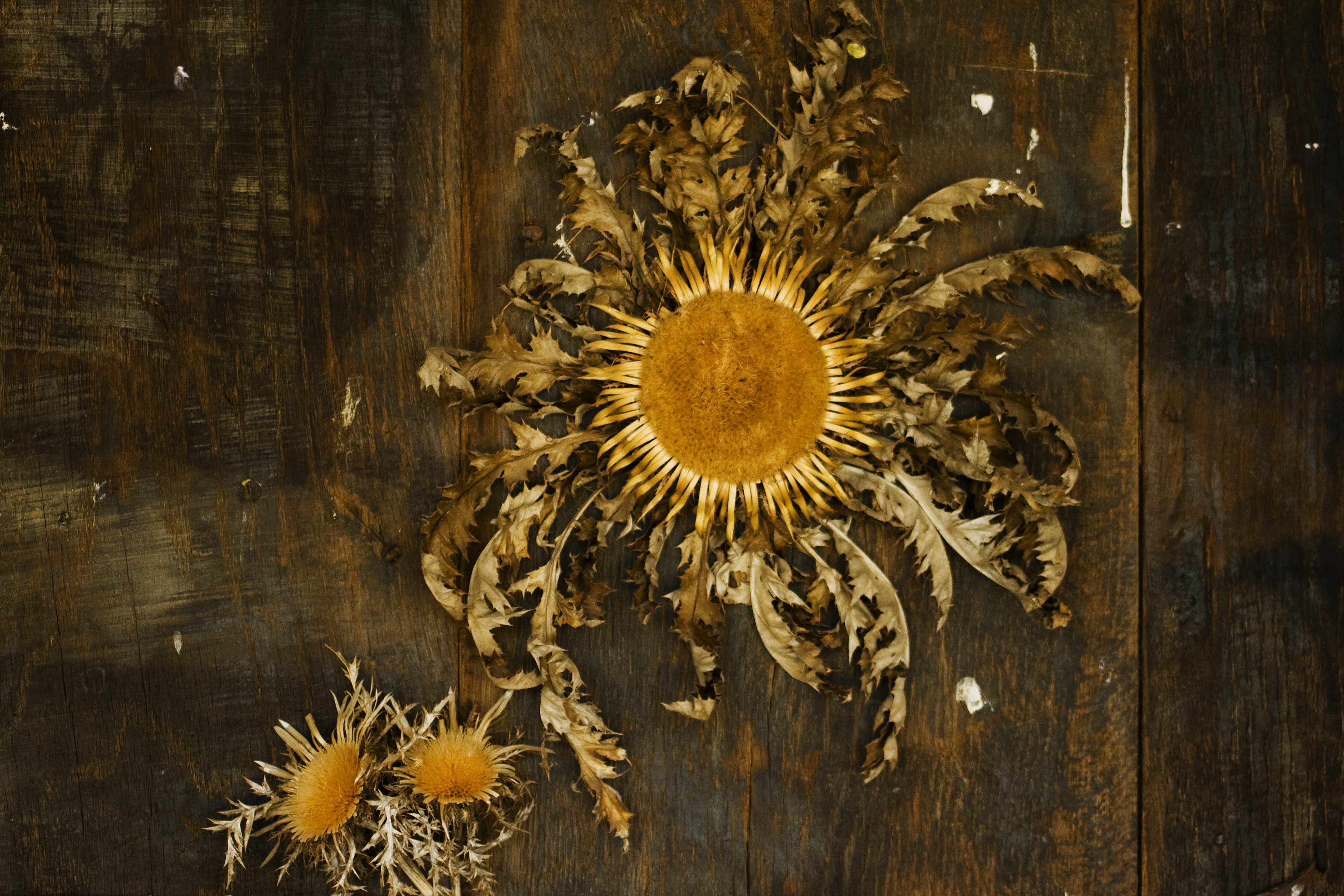
Eguzkilore en la puerta de un caserío en el País Vasco.

### Eguzkilore
Gaueko ("de la noche"), el dios de las tinieblas, se decía que comía pastores y ovejas, y por ello se le temía. Por el miedo que inspiraba a los que allí vivían, los humanos pidieron a Mari que los ayudase. Ella les bendijo con la luz de su primera hija, Ilargi (la luna), pero su luz era insuficiente y los humanos pidieron de nuevo a Mari su ayuda, esta vez la Diosa les bendijo con su segunda hija, Eguzki (el sol). Pero la noche siguió siendo peligrosa, y Mari bendijo con su protección cualquier morada que tuviese una Eguzkilore ("flor sol", Carlina acanthifolia, flor parecida al cardo muy abundante en el País Vasco) en la entrada. Si algún espíritu maligno pretendía entrar en la casa y encontraba una Eguzkilore, tenía que pararse para contar los numerosísimos pelos o brácteas de la inflorescencia y el día le sorprendía sin haber terminado su tarea.

### La mala mujer
Existe aún otra leyenda de Ataun, con sus correspondientes variantes, que refiere el origen de Mari de otra manera. Según esta leyenda, había una mujer muy mala, casada con un buen cristiano y madre de cinco hijos, que vivía en un caserío de Beasáin (Guipúzcoa). Como no quería que los niños fuesen bautizados, el padre los subió a un carro, ató a él a la madre, y se encaminaron hacia la iglesia en busca de bautismo para los pequeños. Pero por el camino la mujer se envolvió en llamas, quemó las ligaduras que la ataban al carro, y, volando por los aires, gritó: «Mis hijos para el cielo y yo ahora para Muru». Y hacia el Murumendi se dirigió, donde desde entonces está. En ocasiones ha sido vista cerca de una sima existente en aquel monte, sentada al sol, peinándose su larga cabellera rubia con un peine de oro. Leyenda de similares características es conocida en Arano.

### Emparentada con los señores de Vizcaya
Frecuentemente se ha asociado a la «Dama» con personajes de la historia de Vizcaya, creando una simbiosis entre mitología e historia, dando lugar a leyendas con diversas versiones:
Una de las leyendas cuenta cómo Doña Urraca, hija del rey de Navarra, se casó con Pedro Ruiz, señor de la casa de Muntsaratz de Abadiano. El hijo mayor, Ibon, era el destinado para ser el heredero de tan noble estirpe y odiado por su hermana menor, Mariurrika. Un día en que se encontraban en el monte Amboto, después de comer, mientras el hermano dormía, movida por el odio y la envidia, arrojó a su hermano, con la ayuda de una criada, por las verticales paredes de la montaña. A su regreso dijo que su hermano se había despeñado. Acosada por la conciencia, una noche se presentaron en Muntsaratz los ximelgorris o genios diabólicos. Desde entonces ha desaparecido y se dice que habita en las cuevas del Amboto.
En esta misma línea otra leyenda dice que al quedar viuda Urraca de Pedro Ruiz una noche desapareció de la torre de Muntsaratz trasladándose a vivir a la cueva del Amboto.
También se le vincula con el primer señor histórico del territorio de Vizcaya, Diego López I de Haro, al que se supone casada. Al casarse le hizo prometer que nunca se santiguaría en el interior de la casa, pero un día este incumplió su promesa y Mari, inmediatamente, salió de la casa volando con su hija. Esta leyenda es similar a la que narra otra historia, la maldición de Melusina, personaje que en la Edad Media se vinculó con el origen de diversas familias aristocráticas, como la casa de Lusignan o la de Anjou. Debido a una maldición que le echa su madre, Melusina está obligada a convertirse en mitad serpiente las noches de los sábados, cosa que ocultó a su marido hasta que este la descubrió, lo que provocó que ésta huyera volando.

#### Existencia histórica
Hay una referencia documental de Doña Urraca, el testamento que redacta en 2 de octubre de 1212 en donde indica que es hija del rey navarro. También se señala que se casó con Pedro Ruiz en el año 1172. Existe la sospecha de que el documento sea falso y que fuera utilizado en beneficio de los señores de Muntsaratz. No hay referencia de que el rey de Navarra por esas fechas hubiera tenido una hija llamada Urraca o Mari Urraca.
En el brote de herejía que se produjo en el duranguesado a principios del siglo XV, conocido como "el de las  brujas de Amboto", una de las encausadas fue la señora de Muntsaratz. Popularmente se asoció a esta señora con Mari, Mari Urrique o Urraca.

## Pervivencia de Mari
La tardía cristianización que apuntaba José Miguel de Barandiarán en su obra El hombre primitivo en el País Vasco, sobre todo en aquellas partes alejadas de las vías de acceso romanas, pudo ser la causa de la pervivencia de la primitiva religión vasca hasta estadios muy tardíos en comparación con el resto de Europa. Debido a esto, no sería de extrañar que el arquetipo de la diosa Mari haya sobrevivido hasta la actualidad, aunque fuera en muchos casos demonizada por parte de la Iglesia.

## Etimología
Hay dos teorías. Una sugiere que es una adaptación del nombre cristiano de María. La otra posibilidad, tanto más probable, asocia el origen del nombre a la propia lengua vasca. Dentro de esta segunda teoría se barajan dos posibilidades: que el nombre proceda de la eliminación de la primera vocal de una palabra (aféresis), siendo posiblemente su origen Amari (Ama + ari), es decir, el oficio de ser madre, o bien Emari (Eman + ari): don, regalo; la segunda posibilidad asocia el origen del nombre con los Mairu (genios que habitan en los montes y amantes de las lamias) o Maidi (almas de los antepasados). Además hay que añadir que en ciertas zonas se le denomina Maddi.

## La morada de Amboto
De las muchas moradas que Mari tiene por los montes de Euskal Herria la principal se encuentra en el Amboto. La llamada Mariurrika kobea o Mariren kobia se encuentra a 1200 metros de altitud, justo debajo de la cumbre de este monte. Su entrada se ubica en la impresionante verticalidad de la pared este, que forma con la oeste del Azkilar la impresionante canal de Artaungo sakona.

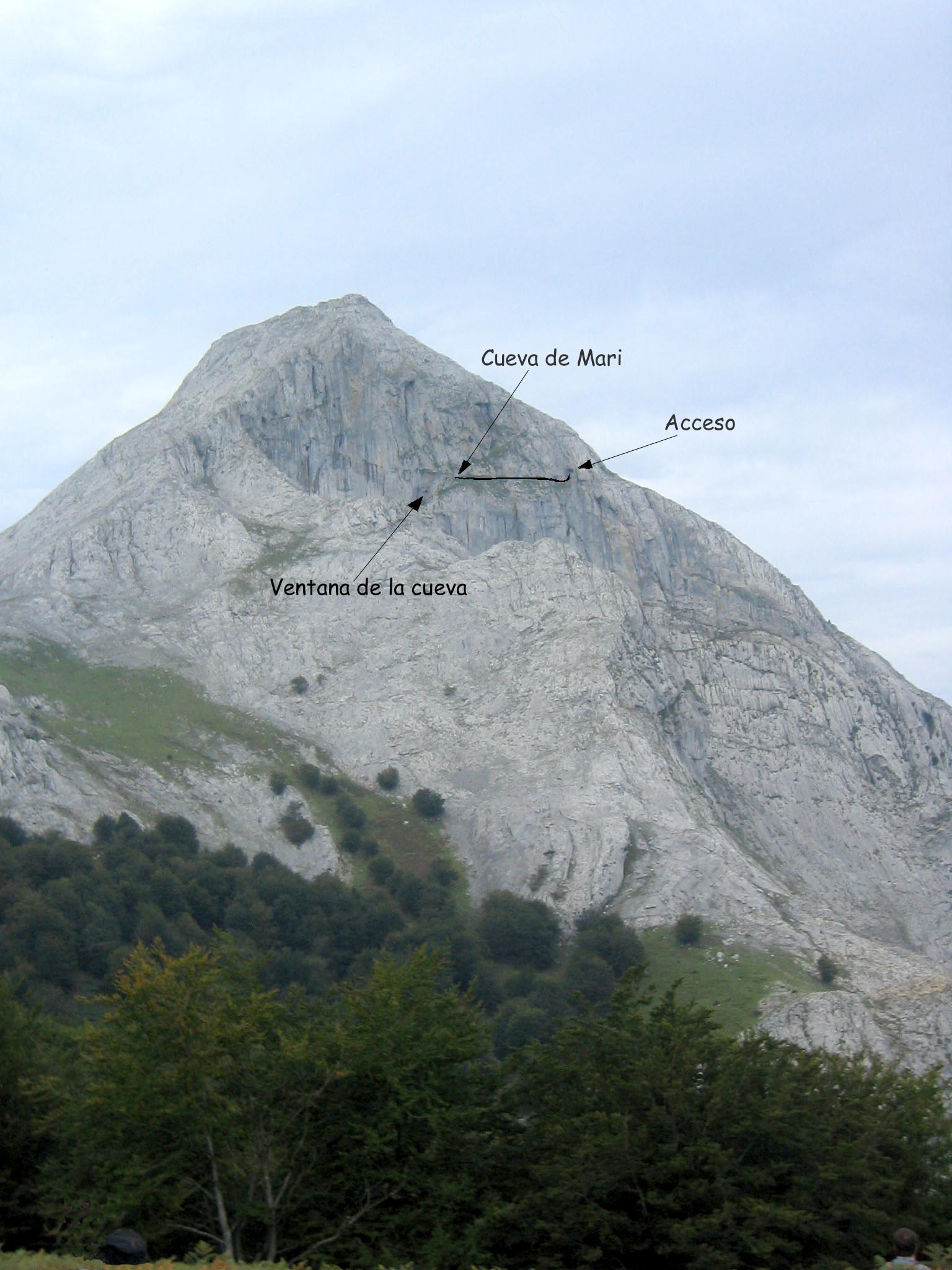
Ubicación de la cueva de Mari en la cara este del Anboto.
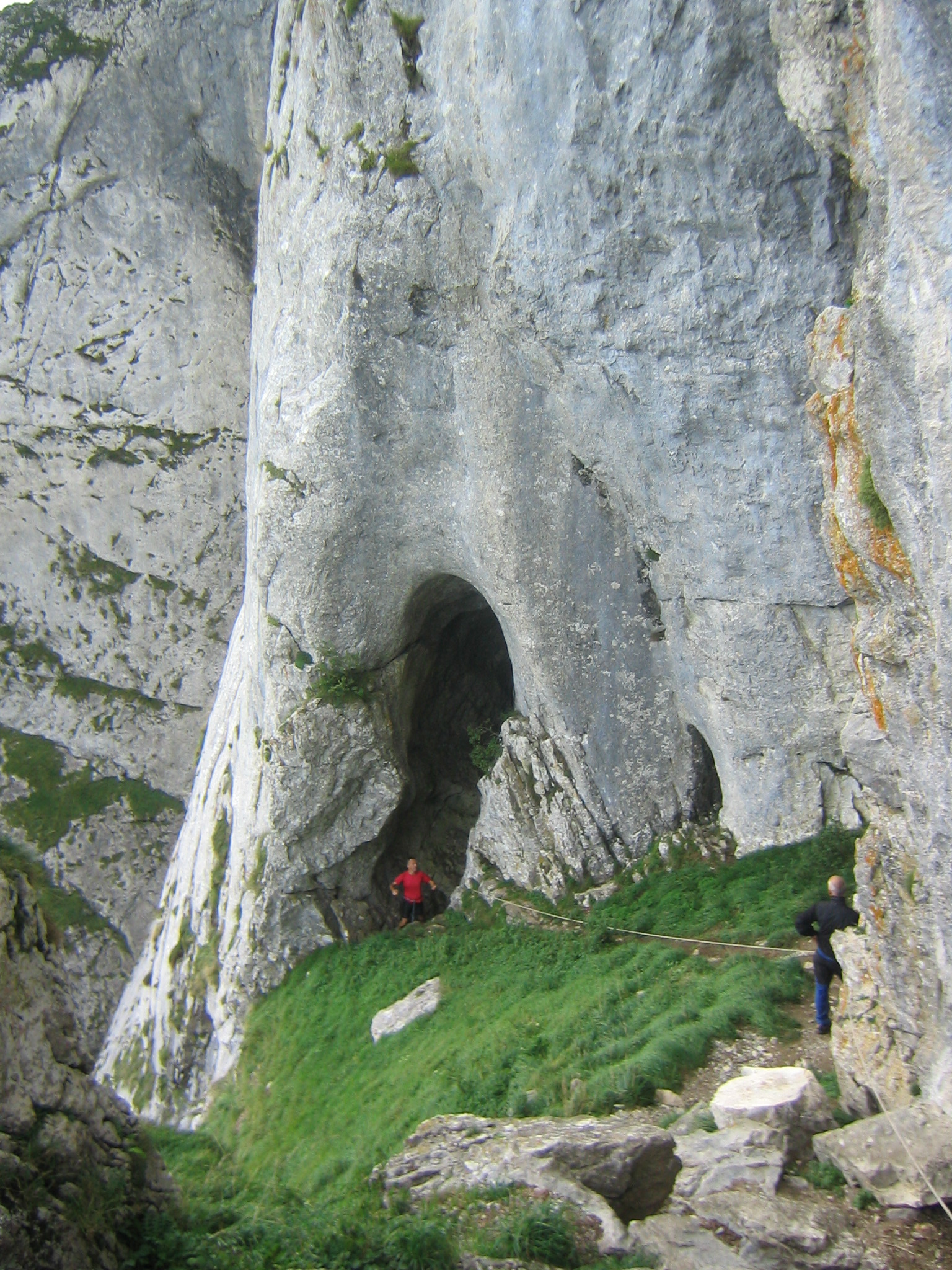
Entrada de la cueva.
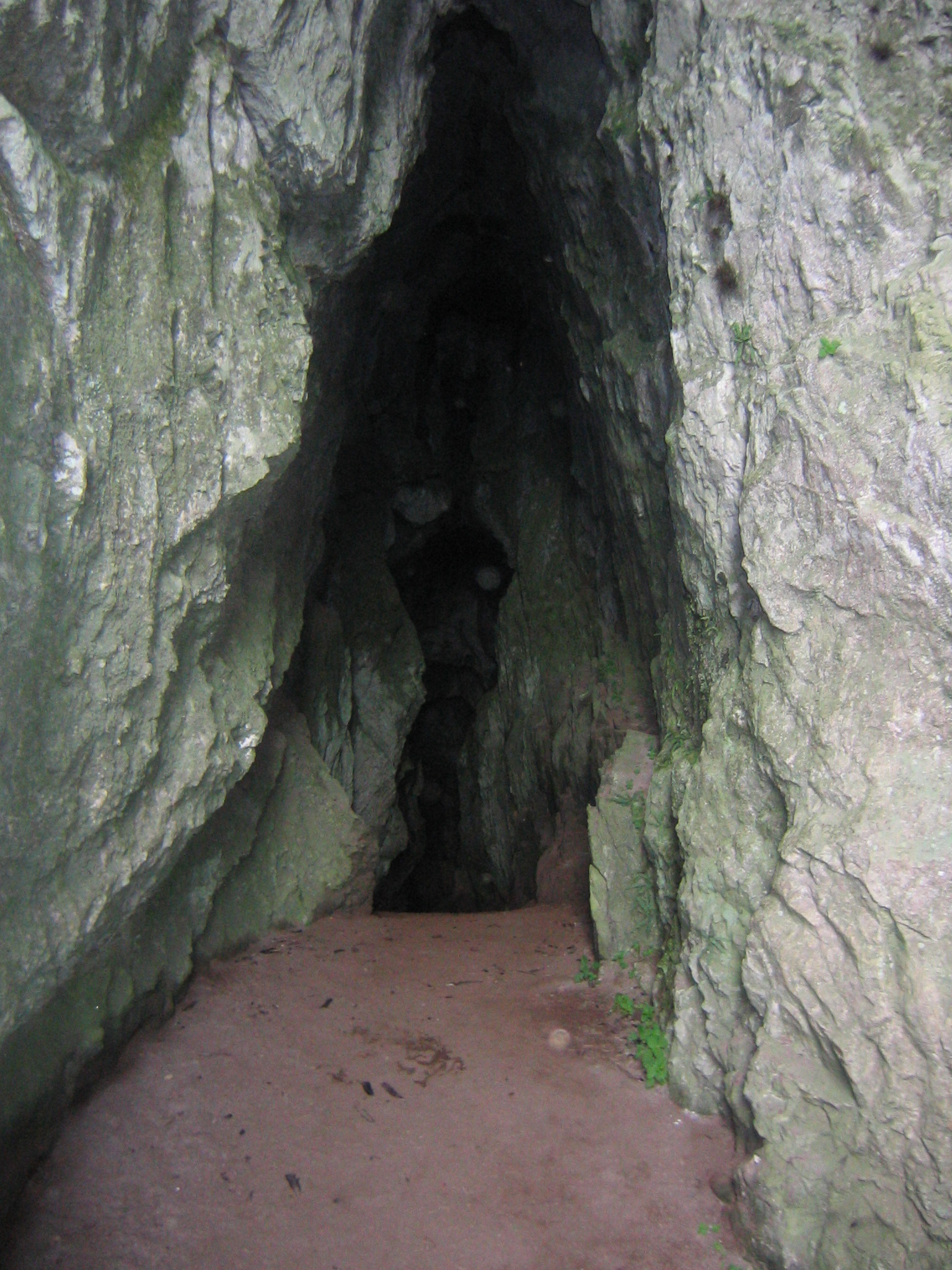
Pasillo interior que conduce a las simas.
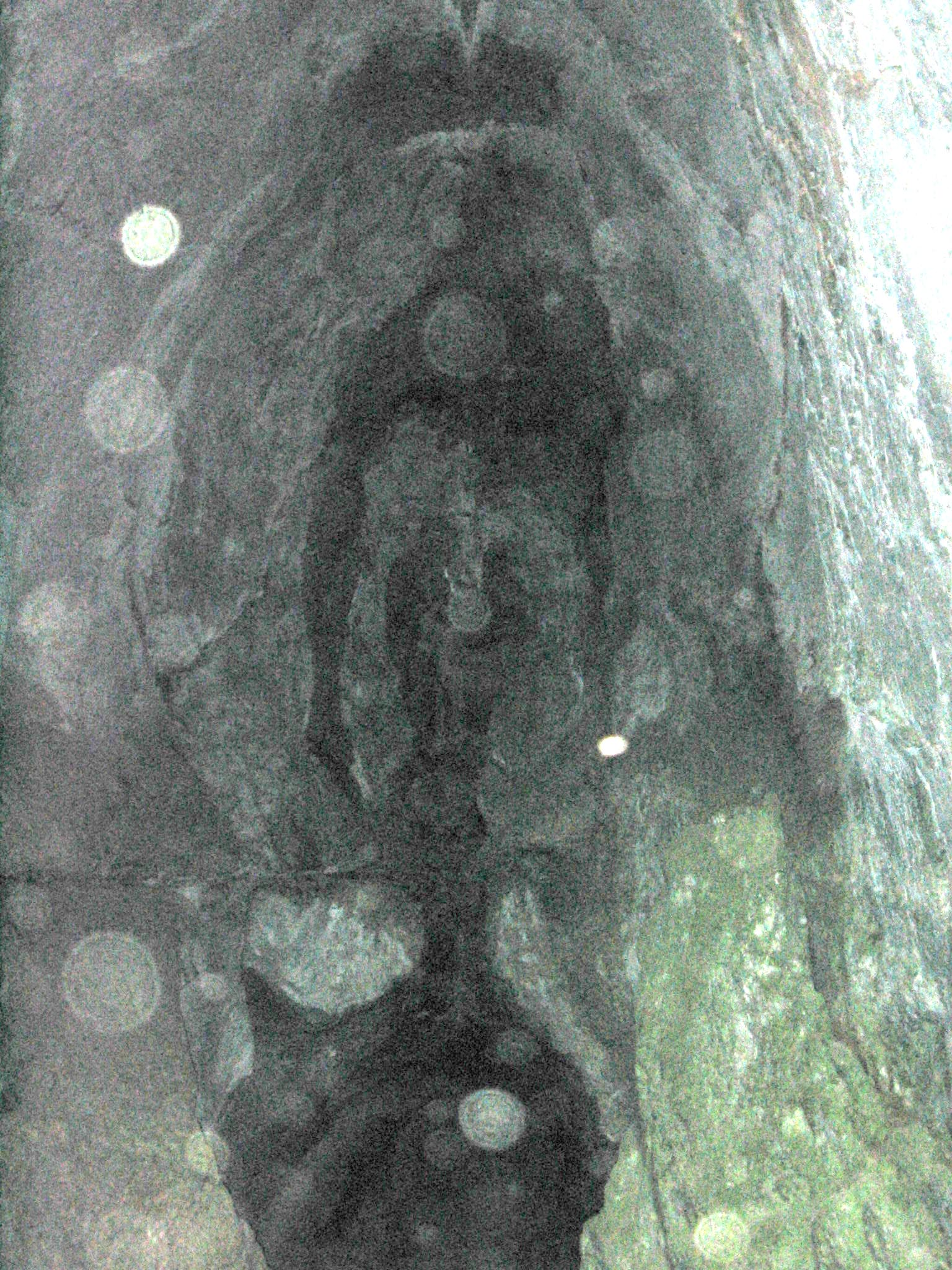
Formación rocosa que forma la cara de Mari.

La cueva tiene una gran entrada, en altura, que abre un corredor hacia una sala iluminada por una apertura al abismo. Esta «ventana» es visible desde abajo, mientras que la entrada queda oculta por estar situada en un chaflán de la roca. A su lado cae un chorretón de agua, gotas en verano, del cual hay que beber si se pretende que el deseo que se le ha pedido a la diosa se haga realidad. De la sala iluminada parte otro corredor hacia el interior del monte. Sobre el mismo hay una formación natural que recuerda a la cara de una mujer en la que algunos creen ver a Mari. Este corredor acaba en una sima de 70 m de profundidad. A la derecha, pasando por una pequeña apertura, se accede a otra sima menor.
Para llegar a Mariurrika Kobea, hay que subir hasta el collado de Aguindi, que se conforma entre la cubre del Amboto y el espolón de Fraile Atxa, y de allí seguir el pequeño sendero dirección este que nos conduce, bajo la cumbre, hasta la pared vertical en la que se ubica la cavidad. Cuando llegamos al borde de la misma un túnel natural nos permite acceder al acantilado.

## Mariuena, Mari en Aragón
En el Alto Aragón a Mari se le conoce con el nombre de Mariuena. En la tradición aragonesa la diosa es buena.